# Ignjat Borštnik
Ignjat Borštnik (Cerklje na Gorenjskem, 11. srpnja 1858. – Ljubljana, 23. rujna 1919.), slovensko-hrvatski glumac i redatelj, poznat i pod ranim glumačkim imenom Gorazd.

## Životopis
Stupio je na scenu u Ljubljani 1882. godine. Poslan je u Beč na studije, ali već nakon godinu dana pozvan natrag za glumca, redatelja i učitelja jer je u Ljubljani manjkalo kadrova za formiranje nacionalnog kazališta.[nedostaje izvor] Prvi je ravnatelj Slovenskog narodnog kazališta, usto i pokretač Opere[nedostaje izvor] te autor nekoliko drama i zbirki poezije. U Zagrebu biva angažiran nakon nekoliko uspješnih gostovanja na poziv intendanta Stjepana Miletića u sezoni 1894./95. godine, nakon čega ostaje članom Hrvatskog narodnog kazališta u Zagrebu do 1918. godine. Tijekom rada u Zagrebu, povremeno je i dalje bio gostujući glumac u Ljubljani, no u 1919. godini, pred smrt, u Ljubljanu se vraća na stalno. Početkom 20. stoljeća bavio se ponajviše ruskim, skandinavskim i njemačkim djelima, ali sudjelovao je i u suvremenijim kazališnim komadima. Prije povratka u Ljubljanu, glumio je u dramama Augusta Strindberga (lik Kapetana u Ocu i Edgara u Smrtnom plesu te Vampiru).
Tijekom svoga rada odigrao je 268 uloga u zagrebačkom i 151 uloga u ljubljanskom kazalištu. Kao prijatelj dramatičara Ivana Cankara preveo je, režirao i igrao naslovnu ulogu u drami "Jakob Ruda" (1900.) čime je Ivan Cankar prvi put predstavljen u Zagrebu. Uz brojne uloge onodobnog kazališnog repertoara glumio je i u prvim hrvatskim filmovima: "Matija Gubec" A. Biničkog, "Dama u crnoj krinki" R. Staerka, "Kovač raspela" H. Hanusa, a autor je scenarija i glumac u filmu "Brišem i sudim" A. Grunda.

## Filmografija
- "Brišem i sudim" (1919.)
- "Dama u crnoj krinki" (1919.)
- "Kovač raspela" (1919.)
- "Matija Gubec" (1919.)

## Vanjske poveznice
- Ignjat Borštnik u internetskoj bazi filmova IMDb-u (engl.)